# Balaka tuasivica
Balaka tuasivica là loài thực vật có hoa thuộc họ Arecaceae. Loài này được Christoph. mô tả khoa học đầu tiên năm 1935.